# زي كرة القاعدة الموحد

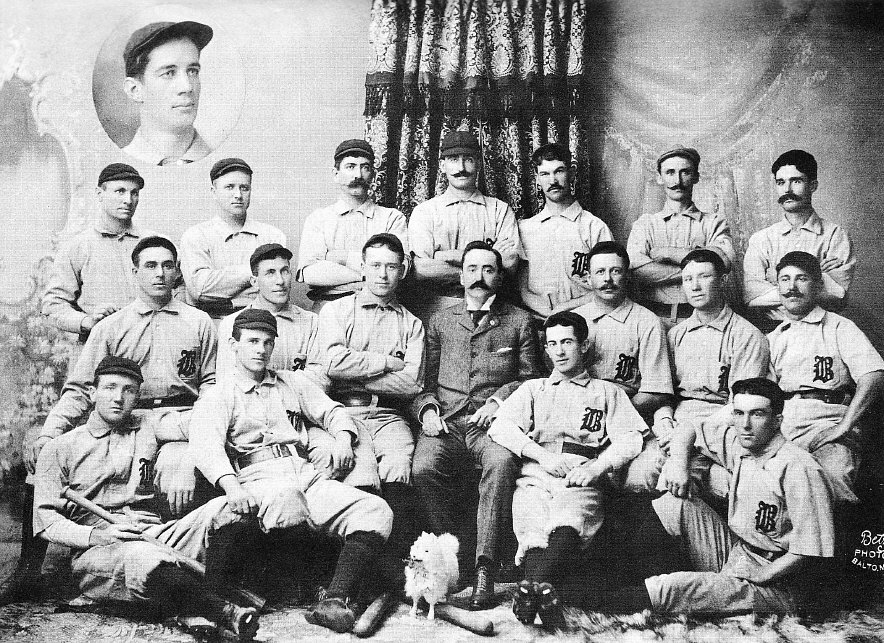
مثال لفريق يرتدي الزي رسمي موحد في القرن 19. فريق بالتيمور الأوريولز في سنة 1896

زي كرة القاعدة الموحد، هو نوع خاص من الملابس التي يلبسها لاعبو كرة القاعدة. وتظهر الملابس مدى حب الناس لهذه اللعبة. ومعظم اللاعبين يضعون أسمائهم وأرقامهم على ملابسهم ويكون ذلك عادةً على الظهر.
القميص والبنطال والأحذية والجوارب والقبعات والقفازات هذه الأشياء الأساسية في زي كرة القاعدة الموحد. كما أنه يختلف شعار الفريق ولونه عن فريق آخر للتمييز بينهم. وكان أول نادي يرتدي الزي الموحد هو نيويورك نيكربوكر سنة 1800م، كما أن البنطال كان مصنوعاً من صوف أزرق وقميص أبيض وقبعات مصنوعة من القش. ومنذ ذلك الحين تغير اللباس كثيرا،
أتى على بعض الناس الأفكار، والعديد من التحسينات تم القيام بها. وعلى مر السنين تم تأكيد الزي الرسمي لكرة القاعدة.

## التاريخ

### التكوين
في 4 إبريل سنة 1894، أصبح فريق نيويورك نيكربوكر أول فريق يرتدي الزي الموحد لكرة القاعدة.
وفي سنة 1882، اختلفت ألوان زي اللاعبين وأضيفت الجوارب.
، وفي الفترة 1888 - 1889 أضاف ولفرينس ديترويت قلم ووضع الخطوط على الملابس.
وفي سنة 1900، أصبح جميع اللاعبين في الدوري الأمريكي لكرة القاعدة يرتدون زي موحد.

### أزياء الفريق المحلي والفريق الزائر

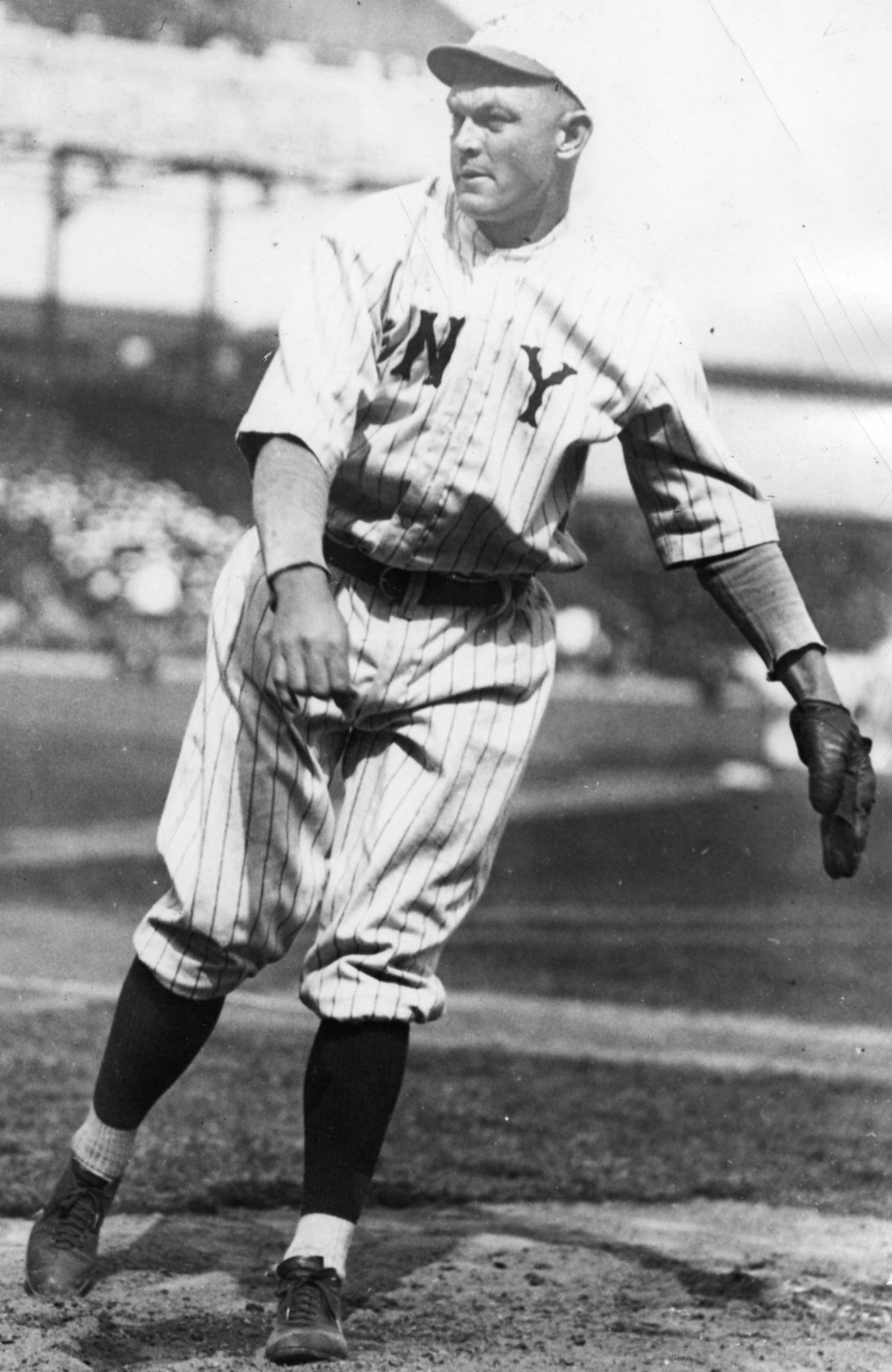
ارتدى جيف تيزريو الزي الرسمي لفريق نيويورك جانت

في نهاية القرن التاسع عشر، بدأ الفريقان يرتديان لباسين مختلفين عن بعضهما في المباراة. الفريق المحلي يرتدي زياً مختلفاً عن الفريق الزائر. في الغالب يرتدي المحليون اللون الأبيض، أما الرمادي والأزرق الداكن السميك أو اللون الأسود فهو للزوار.
في سنة 1907، استخدم فريق بروكلين بوردوإكس في أرض الخصم اللون الأزرق لزيهم، ثم استخدم فريق نيويورك جاينت نفس لون فريق بروكلين بوردوإكس.
وفي سنة 1916، أضاف فريق نيويورك جاينت الخطوط ولون يشبه اللون الأرجواني وقماش صوفي مقلم.
أما الآن، يستعمل الفريق المحلي اللون الأزرق الغامق السميك أو اللون الأسود مع مادة بيضاء. وفي سنة 1963، غير تشارلز أوسكار فينلي زي المحلي والزائر،
وغيره إلى اللون الأخضر والذهبي.
وفي عام 1970، استخدمت بعض الفرق الزائرة اللون الأزرق الفاتح.

### المشبك الشريطي وأرقام اللاعبين
صنع المشبك الشريطي في القرن 19.
أول استعمال له في الدوري الأمريكي لكرة القاعدة في سنة 1907.
وسرعان ما انتشر المشبك الشريطي في سنة 1912، وتمكن الناس من مشاهدتها بصورة أكبر.
أستخدم المشبك الشريطي عندما بدأ فريق بروكلين بوردوإكس لبسها في سنة 1907، وسنة 1916 و1917.
وفي خلال ذلك الوقت وعندما أدلى الأزياء المقلمة الجديدة، اضافوا أشياء جديدة موحدة مثال الساتان (نسيج حريري).
وكان فريق نيويورك يانكيز أكثر الفرق استعمالا للمشبك الشريطي، الذي أستخدم أول مرة في سنة 1912، لكن لا يرتدونه إلا إذا كان صاحب الأرض (بزاتهم الأصلية) وأصبحت الآن رمزا لهم.

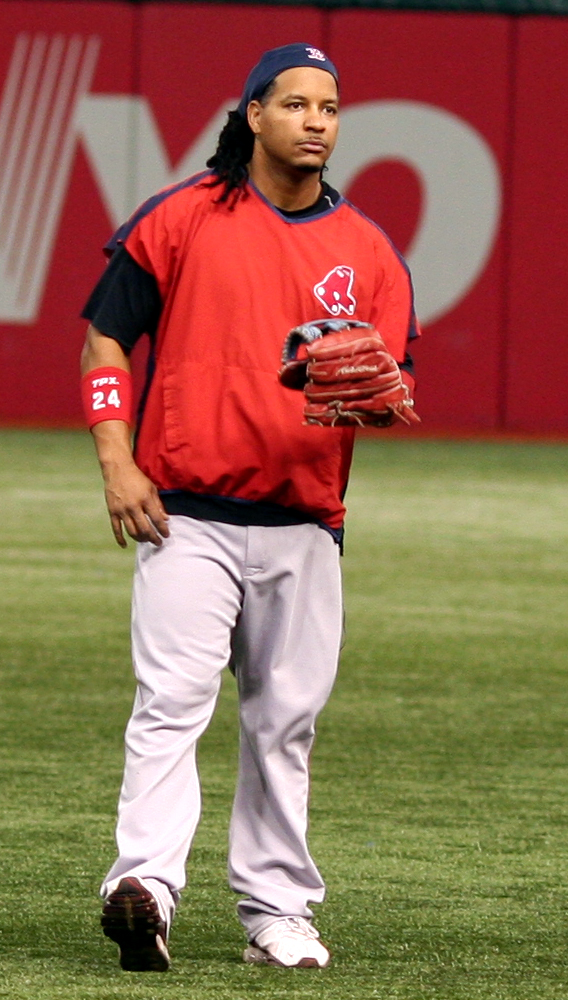
ماني راميريز يرتدي بنطال لين مناسب

أول من وضع الأرقام على الزي هو فريق كليفلاند الهندي سنة 1916.
وفي سنة 1929، أضيفت الأرقام على الظهر وكانت فكرة فريق نيويورك يانكيز وفريق كليفلاند.
وفي سنة 1930، أصبح فريق نيويورك يانكيز أول فريق يلعب بأرقام.
لأنه كان وضع فريق نيويورك يانكيز طبيعي في ذلك الوقت.
وفي سنة 1932، أصبحت جميع الفرق الكبار يضعون الأرقام على ظهورهم، مع اسم وشعار الفريق في الأمام. ولكن في سنة 1952، أصبح فريق بروكلين بوردوإكس أول فريق يضع الأرقام في الأمام. كما بدأ وضع لكل لاعب رقمه الخاص. ولكن بدأ لاعبون كرة القاعدة بالتقاعد. ثم أجرى ت اختبارات لإضافات جديدة لزي كرة القاعدة. على سبيل المثال، أضاف فريق هيوستن أستروس من سنة 1970 إلى سنة 1980، أضافوا الأرقام على جيب البنطال في الأمام والجزء السفلي من قمصانهم في الأمام أيضا.

### القبعة

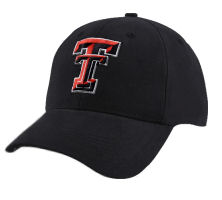
قبعة لجامعة تاكساس للتكنولوجيا

من سنة 1840 إلى سنة 1870، ارتدى لاعبو البيسبول العديد من أنواع القبعات، مثل القبعات المصنوعة من القش. القبعة لها أنواع أخرى من القبعات لحماية العين من أشعة الشمس. حتى أصبح من الأزياء الرسمية للبيسبول.
وفي سنة 1860، بروكلين اكسلسيورس كان أول فريق يرتدي القبعات.
قبل ذلك، لم يكن جميع لاعبي الفريق يرتدون القبعات لأنه لم يكن هناك حكم لذلك.
في عام 1900، أصبح بعض اللاعبين قطع الجزء العلوي من القبعة، مثل فريق نيويورك جاينت في سنة 1916، وفي البطولة وبيتسبرج بايرتس العالمية سنة 1979.
أما الآن فقد تغيرت قبعات البيسبول كثيرا.
على مر الزمان، كبر حاجب الشمس في القبعة، لتحمي عين اللاعب من أشعة الشمس بصورة أكبر.

### الحذاء
وفي أواخر القرن التاسع عشر، بدأ لاعبو البيسبول ارتداء الأحذية اللينة، بعد فترة قصيرة، صممت المسامير القابلة للنقل وقد أستخدمت عدة مرات، حتى منعت باللعب بها في المباريات سنة 1976. وبعد فترة وجيزة، صنع الحذاء الأبيض، فضلا عن الأحمر والأزرق الصلب، وأصبحت شعبية. وكان يستخدم العشب الصناعي في ملعب البيسبول، ولذلك كانت الأحذية بحاجة إلى التغيير.
وفي القرن التاسع عشر والعشرين، أصبحت معظم الأحذية باللون الأسود، التي صممتها كانساس سيتي لألعاب القوى في سنة 1960.

### قفازات كرة القاعدة

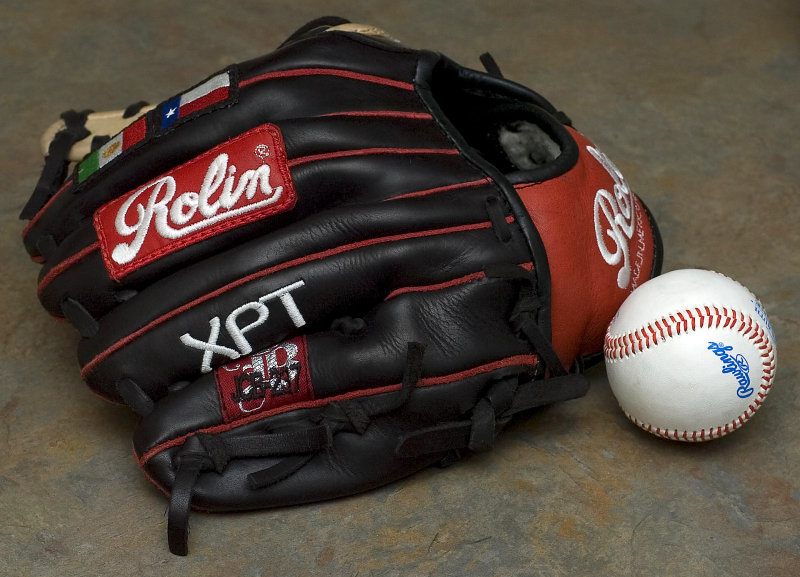
قفازات البيسبول الحديثة

قفازات البيسبول هي القفازات الجلدية التي يستخدمها لاعبو كرة القاعدة، وهي تستخدم لإمساك الكرة التي يلقيها لاعب كرة القاعدة. وعندما صنعت القفازات لم تستخدم كثيرا. قديما عندما يرتدي لاعب كرة القاعدة قفازات يسخرون منه ولذلك لم تستخدم كثيرا.
أول لاعب ارتدى القفازات الجلدية هو الماسك دوغ إليسون سنة 1870، وهو الذي صنعها لأنه قد أصيب قبلها بإسبوع.
وقرر صنعها لكي يحمي يده، وتلقى سخرية من زملائه.
وبعد مرور خمسة أعوام أي في سنة 1875، ارتدى لاعبا كرة القاعدة باسيمان الأول وتشارلي ويت لحماية أيديهم، وأيضا زملائهم ضحكوا عليهم.
وبعد ذلك ارتدى نجم كرة القاعدة ألبرت سبالدينج القفازات الجلدية، ولأنه مشهور أصبح معظم لاعبي كرة القاعدة يرتدون القفازات الجلدية، وفي وقت قليل أصبحوا جميعهم يرتدونها.
وفي سنة 1920، طلب بيل دوك لاعب سانت لويس كاردينالات أن تنتشر قفازات كرة القاعدة وصناعة المزيد منها.
لأن بيل دوك أكثر لاعبي كرة القاعدة تلقى كدمات وجروح. وفي مدة وجيزة، بدأ تصنيع قفازات كرة القاعدة، وبدأ يستعملها جميع الاعبين.

### الجوارب
قدمت الجوارب الصوفية في سنة 1900 التي كان وزنها عاليا وكانت مصنوعة من قطعة واحدة طويلة.
وكان أسفل الجورب لونه أبيض أو صوف طبيعي.
وفي سنة 1868، بدأ اللعب بجوارب حمراء وبنطال قصير لكي تظهر الجوارب.

### خوذات كرة القاعدة
خوذات البيسبول هي قبعة توضع على الرأس لتجنب ارتطام الكرة بالرأس. وقد اخترعها روجر بريسناهان بعد أن أصيب برأسه في مبارات في كرة القاعدة. ومنذ ذلك الحين، بدأ معظم لاعبو كرة القاعدة برتدون الخوذات، ومن ثم اضطر لاعبو كرة القاعدة للباسها في السبعينيات.

## زي كرة القاعدة حالياً
تغير زي كرة القاعدة كثيرًا حتى صار كاملا الآن. ومع ذلك، فالعديد من لاعبي كرة القاعدة لا يستعملون جميع مكونات الزي. على سبيل المثال: القفازات أصبح لديها جيوب صغيرة ولكن بعض اللاعبين لا يستعملونها. العديد من اللاعبين يرتدون ألوانا مختلفة من الأحذية وخاصة الأسود.
لا تزال الأرقام على ظهور اللاعبين والشعار في الأمام مثلما وضعت سنة 1932.
والاسم الأول اللاعب أو الأخير أيضا على ظهورهم. ولا تزال قطع القماش على الزي.